# Inštitut za transport in poslovno logistiko Ekonomsko-poslovne fakultete v Mariboru
Inštitut za transport in poslovno logistiko deluje v okviru Raziskovalno-izobraževalnega centra Ekonomsko-poslovne fakultete Univerze v Mariboru.